# Damian Lüscher
Damian Lüscher (Weinfelden, 16 augustus 1997) is een Zwitsers wielrenner die anno 2021 rijdt voor Swiss Racing Academy. Voorheen reed Lüscher in 2017 nog voor Roth-Akros.

## Ploegen
- 2017 –  Roth-Akros
- 2019 –  Swiss Racing Academy
- 2020 –  Swiss Racing Academy
- 2021 –  Swiss Racing Academy